# Казаков, Абдуллажан
Абдуллажа́н Каза́ков (узб. Абдуллажон Қозоқов; 1906 год, с. Маданият, Андижанский уезд, Ферганская область, Российская империя — 1976 год, с. Маданият, Ленинский район, Джалал-Абадская область, Киргизская ССР) — бригадир колхоза имени Карла Маркса Ленинского района Джалал-Абадской области, Киргизская ССР. Герой Социалистического Труда (15.02.1957).

## Биография
Родился в 1906 году в селе Маданият (ныне — село Бурганду, Ноокенский район Джалал-Абадской области) в крестьянской семье, по национальности узбек.
Трудовую жизнь начал рядовым колхозником, затем в 1933 году ему доверили хлопководческое звено, позднее возглавлял хлопководческую бригаду в колхозе имени Карла Маркса Ленинского района. До него никто не собирал даже по 30 центнеров хлопка с гектара.
В 1955 году бригада Абдуллажана Казакова собрала в среднем по 45 центнеров хлопка-сырца на участке площадью 88 гектаров и в 1956 году было собрано в среднем по 48,3 центнера хлопка-сырца с каждого гектара. Указом Президиума Верховного Совета СССР от 15 февраля 1957 года за выдающиеся успехи, достигнутые в деле увеличения производства сахарной свеклы, хлопка и продуктов животноводства, широкое применение достижений науки и передового опыта в возделывании хлопчатника, сахарной свеклы и получение высоких и устойчивых урожаев этих культур удостоен звания Героя Социалистического Труда с вручением ордена Ленина и золотой медали «Серп и Молот».
Дважды участвовал на Выставке достижений народного хозяйства в Москве.
Воспитал девять детей.
С 1968 года — персональный пенсионер союзного значения. После выхода на пенсию проживал в родном селе, где скончался в 1976 году.
Награды
- Герой Социалистического Труда (15.02.1957)
- Орден Ленина

## Память
В родном селе героя средняя школа № 19 села Бурганду Ноокенского района Джалал-Абадской области названа в его честь.